# El Occidente
Die El Occidente war ein US-amerikanisches Frachtschiff, das während des Ersten Weltkriegs im Dienst der US-Army stand. Im Zweiten Weltkrieg nahm sie an drei Geleitzügen teil und wurde am 13. April 1942 als Teil des Nordmeergeleitzugs QP 10 vom deutschen U-Boot U 435 versenkt. (Lage)

## Geschichte
Im Zweiten Weltkrieg nahm sie an folgenden Geleitzügen teil:
| Geleitzug | Zeit         | Ausgangshafen    | Zielhafen        |
| --------- | ------------ | ---------------- | ---------------- |
| HX 174    | Februar 1942 | Halifax (Lage)   | Liverpool (Lage) |
| PQ 12     | März 1942    | Reykjavík (Lage) | Murmansk (Lage)  |
| QP 10     | April 1942   | Murmansk         | Reykjavík        |